# Улица Желябова (Феодосия)
Улица Желябова — улица в историческом центре Феодосии (Караимская слобода), проходит от улицы Горького до Новокарантинной улицы. Одна из старейших улиц города.
Современная застройка — одно-двухэтажные жилые дома, частично возведённые в послевоенное время

## История
Находилась в границах древней генуэзской крепости.
Историческое название — Турецкая. Сложилась ещё в период Османского владычества, была центром средневековой Кефе. В районе улицы находилось несколько крупных мечетей. На территории детского сада № 3 (д. 13) сохранились руины турецкой бани (XVI—XVII века) и фонтан.
С установлением советской власти улица была переименована в честь Андрея Ивановича Желябова (1850—1851), уроженца феодосийского уезда, русского революционера-народника, организатора и руководителя партии «Народная воля».
Район улицы был страшно разорён во время Великой Отечественной войны

## Достопримечательности
д. 7 — 
д. 19 — 
Фонтан Шаббетая Хаджи

## Галерея

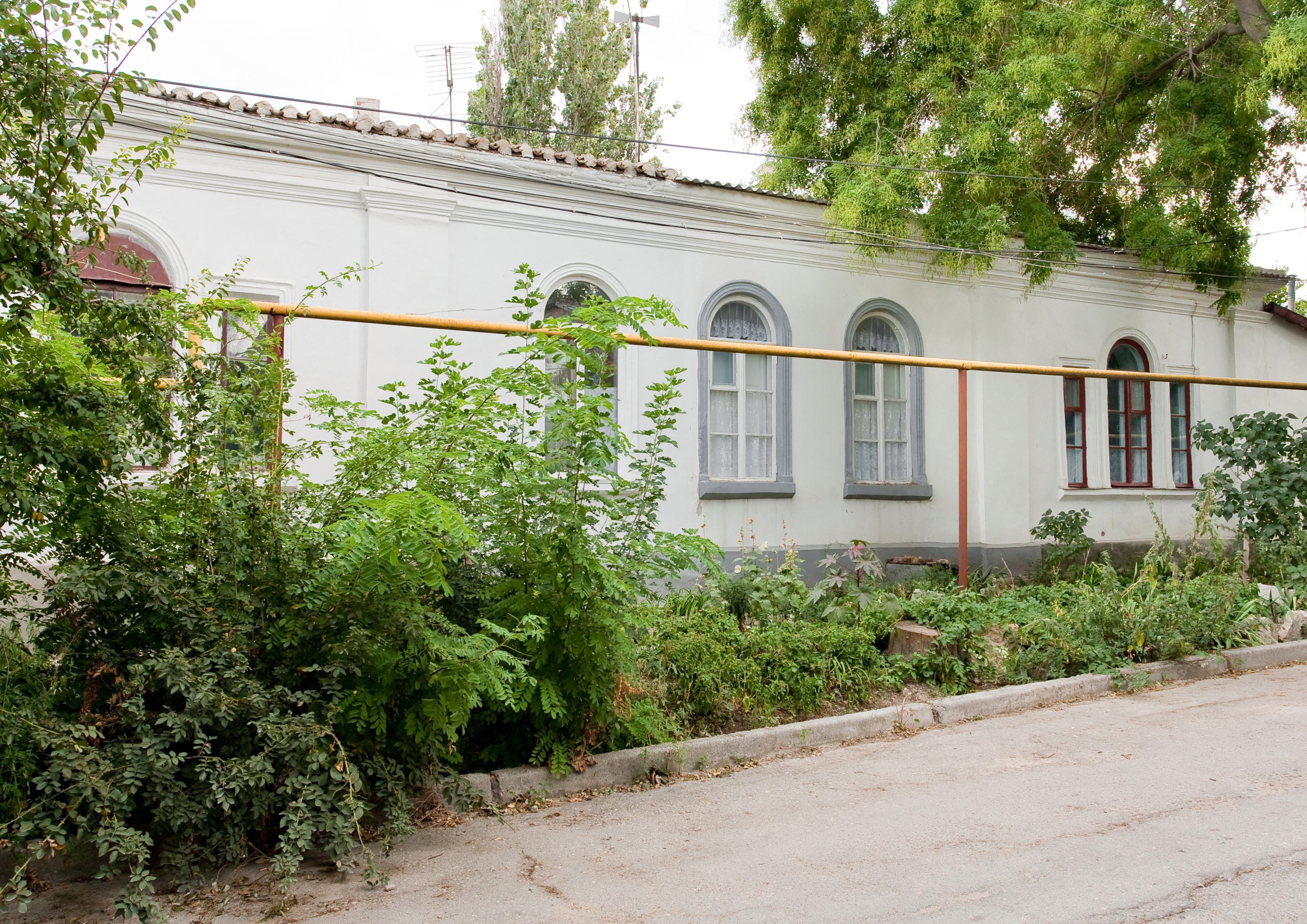
д. 7
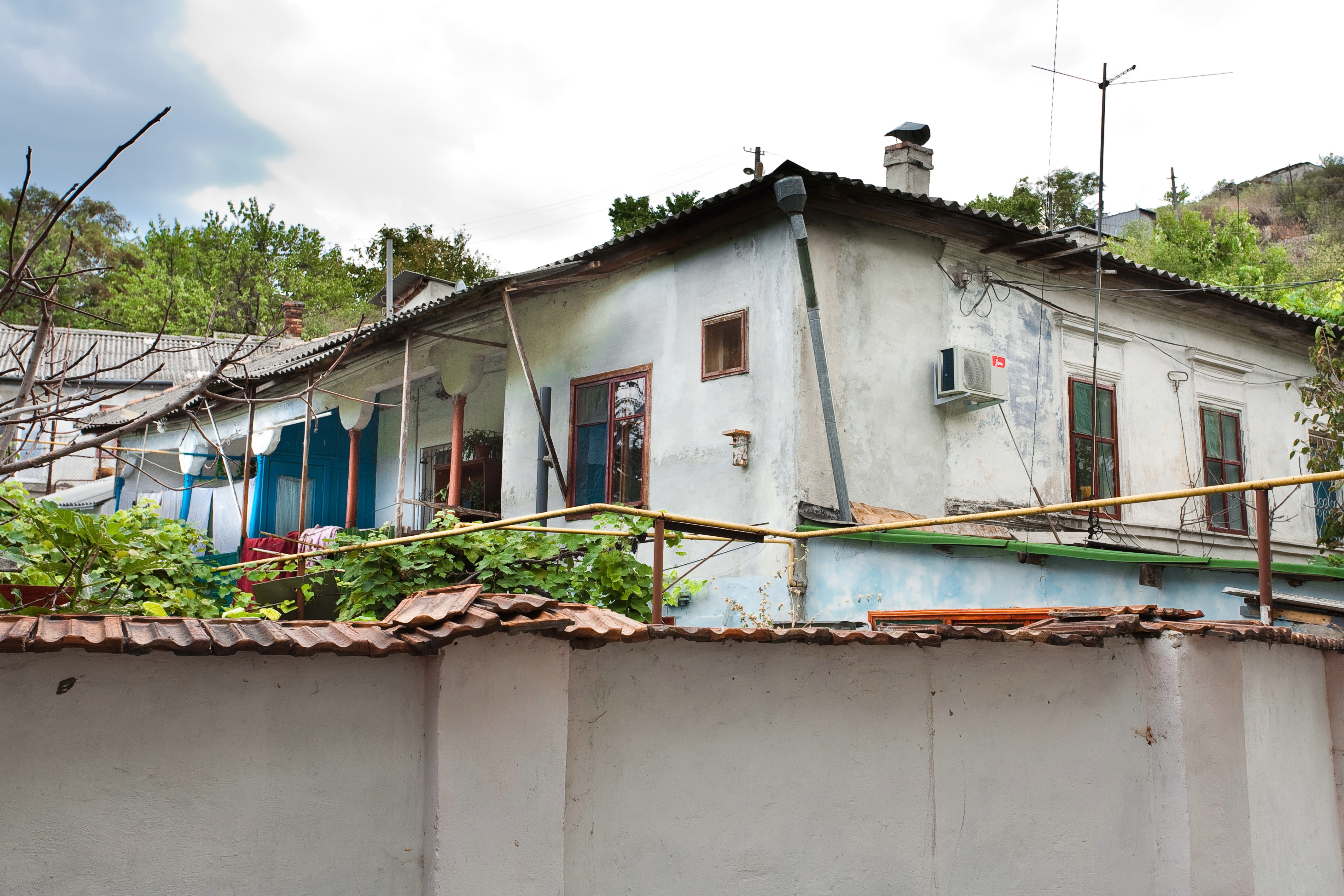
д. 19